# 변대수
변대수(1975년 1월 18일 ~)는 삼성 라이온즈의 전 야구 선수다.

## 출신 학교
- 덕수고등학교
- 건국대학교

## 같이 보기
- 1997년 삼성 라이온즈 시즌